# دنیاگیری کووید-۱۹ در کامبوج
دنیاگیری کووید-۱۹ در کامبوج بخشی از دنیاگیری بیماری کروناویروس ۲۰۱۹ در جهان است. اولین مورد تأیید شده در کامبوج در ۲۷ ژانویه ۲۰۲۰ در شهر سیهانوکویل اعلام شد.